# Sekunden vor dem Unglück
Sekunden vor dem Unglück (orig. Seconds From Disaster) ist eine US-amerikanische Dokumentationsserie von National Geographic Channel über Unfälle und deren Ursachen. Sie besteht aus 67 Episoden und wird in Deutschland von National Geographic Channel Deutschland, N24, N24 Doku und n-tv ausgestrahlt. Auf n-tv läuft die Serie unter dem Titel Countdown zur Katastrophe. In der Schweiz wird sie von TV24 und in Österreich von ORF III ausgestrahlt. Für die deutsche Übersetzung ist u. a. Thomas M. Goerke verantwortlich.

## Inhalt
Nach einer kurzen Einführung in das Thema wird im ersten Teil dargestellt, wie man das Unglück erlebt hat, wobei auch Interviews mit Zeugen eine Rolle spielen. Im zweiten Teil wird gezeigt, wie Ermittler (u. a. NTSB) nach Ursachen gesucht haben. Am Ende wird die Katastrophe erneut zusammengefasst, wobei alle relevanten Fakten, die zur Katastrophe geführt haben, genannt werden, gegebenenfalls ergänzt um Maßnahmen, die eine Wiederholung eines solchen Unglücks verhindern sollen.